# Broken Bow (Nebraska)
Broken Bow è un comune degli Stati Uniti d'America, situato in Nebraska, nella contea di Custer.